# Paul Braun (Polizist)
Paul Braun (* 4. August 1926 in Winterbach, St. Wendel; † 20. Mai 2000) war ein deutscher Polizeibeamter. Er war von 1971 bis 1986 Leiter des saarländischen Landeskriminalamts.

## Leben
Paul Braun wuchs in Winterbach als Sohn eines Finanzbeamten auf. Er wollte eigentlich Förster werden, doch nach dem Besuch des Gymnasiums in St. Wendel musste er 1944 das Notabitur machen und wurde direkt eingezogen. Nach dem Besuch der Offiziersschule ging er als Fahnenjunker-Unteroffizier an die Ostfront. Dort geriet er am 12. Mai 1945, vier Tage nach Kriegsende, in tschechische Kriegsgefangenschaft. Im Sommer 1946 floh er mit Kameraden Richtung Wien und beantragte am 25. Juli 1946 Repatriierung.  Er wurde in München von der amerikanischen Militärpolizei aufgegriffen und am 29. August 1946 nach Hause entlassen.
Paul Braun wurde am 1. März 1947 bei der Polizeischule in Saarburg, das damals zum Saarland gehörte, eingestellt. Nach einem einmonatigen Lehrgang kam er zur damals kommunal organisierten Neunkircher Polizei. Am 1. Januar 1950 kam er zur Grenzpolizei und 1951 zur Landeskriminalpolizei. 1954 wurde er in Wien bei einem sogenannten Wiener Lehrgang, einer Art Notbehelf für das Saarland vor der Volksabstimmung, für den gehobenen Dienst ausgebildet. Anschließend übernahm er die Leitung des Kriminalkommissariats Neunkirchen. Nach der Rückgliederung qualifizierte er sich erneut für den gehobenen Dienst und kam anschließend in den Stab der Landeskriminalpolizei. Von 1962 bis 1966 war er Leiter des Kommissariats für Wirtschaftsdelikte und Betrug in Saarbrücken.
Anschließend qualifizierte sich Braun für den höheren Dienst. Er wurde Leiter der Kriminalinspektion VI, der der ostsaarländische Raum unterstand. In dieser Funktion organisierte er die Polizei im Rahmen des Polizeiorganisationsgesetzes (POG) vom 17. Dezember 1969 neu.
Ab dem 1. April 1971 wurde er Leiter des Kriminalpolizeiamts des Saarlandes und trat damit in die Nachfolge von Rudolf Beck, dessen Stellvertreter er ab 1970 war. Bis zu seinem Ruhestand ab dem 21. August 1986 stand er der Behörde vor. Für seine Verdienste wurde ihm 1976 das Bundesverdienstkreuz verliehen.
Nach seiner Dienstzeit engagierte er sich ehrenamtlich beim Weißen Ring als Landesbeauftragter sowohl auf Landes- als auch auf Bundesebene. Er starb am 20. Mai 2000 nach schwerer Krankheit.